# Высоцкий (герб)
Герб «Высоцкий» (пол. Wysocki ) — польский дворянский герб.
Герб считается изменённым гербом «Остоя». Так же некоторые источники называют этот герб изменённым гербом «Колонна» (Рох), только, в данном случае, к традиционной шахматной фигуре ладьи, увенчанной золотой короной, добавлены два полумесяца и три страусиных пера над шлемом.

## Герб используют
Гербом «Высоцкий» пользовалось только 4 семьи: Высоцкие, Двораниновичи, Корженевичи и Корженевичевские. Собственно, все семьи иногда называли себя Высоцкими, а иногда фамилиями-придомками: Двораниновичи, Корженевичи и Корженевичевские. Однако все эти семьи происходили из деревни Высокое в Пинском повете.